# Biolinguistik
Die Biolinguistik versteht sich als ein interdisziplinäres Forschungsgebiet, in dem die Verbindung zwischen Biologie und Linguistik im Mittelpunkt steht. Genutzt werden insbesondere Erkenntnisse aus den Kognitionswissenschaften und der Ethologie, der Neurobiologie und der Genetik, der Anthropologie, vergleichenden Psychologie und der theoretischen Linguistik, um die Evolution menschlicher Sprache zu verstehen. Die Sprachfähigkeit des Menschen wird „als biologische Eigenschaft aufgefasst, die es – ähnlich wie andere biologische Eigenschaften – mit Hilfe der biologischen Methoden zu untersuchen gilt.“
Das Forschungsgebiet Biolinguistik geht zurück auf Eric Heinz Lenneberg, der 1967 in seinem Buch Biological Foundations of Language als Gegenpol zu sprachphilosophischen Methoden die Ansicht vertrat, Sprache sei eine biologische Eigenschaft, ferner auf linguistische Vorarbeiten von Noam Chomsky. Eine fundamentale Frage in diesem Kontext ist, welche Aspekte von Sprache ausschließlich beim Menschen vorkommen, welche homologen Merkmale man auch in den Lautäußerungen von Tieren findet und welche Gene für etwaige Gemeinsamkeiten verantwortlich sind. Das biolinguistische Programm erhebt hierbei den Anspruch – im Unterschied zur geisteswissenschaftlich ausgerichteten Linguistik – mit Hilfe naturwissenschaftlicher Methoden überprüfbar zu sein.
Für das Fachgebiet wird seit 2007 die Open-Access-Zeitschrift biolinguistics herausgegeben, eine peer-reviewte Fachzeitschrift für theoretische Linguistik und mit einem Schwerpunkt für die biologischen Grundlagen der menschlichen Sprache. Zugleich entstand 2007 das Biolinguistics Network, ein Zusammenschluss von Experten zur Förderung der biolinguistischen Forschung.

## Belege
1. ↑  Cedric Boeckx und Kleanthes K. Grohmann: The Biolinguistics Menifesto. In: biolinguistics. Band 1, 2007, S. 1–8, Volltext. (Memento vom 11. April 2018 im Internet Archive)
2. ↑  Die Benennung der Fächer folgt einer  DFG-Projektbeschreibung aus dem Jahr 2015.
3. ↑  Antonia Rothmayr: Linguistik für die Kognitionswissenschaft. Eine interdisziplinäre Ergänzung zur Einführung in die Sprachwissenschaft. Narr Francke Attempo Verlag, Tübingen 2016, S. 20, ISBN 978-3-8233-8000-9.
4. ↑  W. Tecumseh Fitch: What Would Lenneberg Think? Biolinguistics in the Third Millennium. In: biolinguistics. Band 11, 2017, S. 445–461, Volltext. (Memento vom 13. November 2021 im Internet Archive)
5. ↑  Eric Heinz Lenneberg: Biologische Grundlagen der Sprache. Suhrkamp, Frankfurt am Main 1972. Mit einem Anhang von Noam Chomsky. Zugleich Suhrkamp, stw 217, Frankfurt am Main 1996, ISBN 978-3-518-27817-8.
6. ↑  Noam Chomsky:  The logical structure of linguistic theory. MIT, Cambridge 1955.
 Biolinguistics and the Human Capacity. Vortrag von Noam Chomsky vom 17. Mai 2004.
7. ↑  Website der Fachzeitschrift biolinguistics. (Memento vom 12. Juli 2020 im Internet Archive) Zuletzt abgerufen am 11. April 2022.
8. ↑  Website des Biolinguistics Network. Zuletzt abgerufen am 11. April 2022.
9. ↑  Anna Maria Di Sciullo: The Biolinguistics Network. In: biolinguistics. Band 4, Nr. 1, 2010, Volltext. (Memento vom 24. September 2021 im Internet Archive)